# 원서호
원서호(1980년 11월 11일 ~ )는 대한민국의 (TBS 교통방송)의 아나운서다.